# 塔拉西夫卡 (沃洛達爾卡區)
49°36′19″N 30°2′35″E / 49.60528°N 30.04306°E
塔拉西夫卡（烏克蘭語：Тарасівка）是位於烏克蘭北部的村莊，由基辅州白采爾克瓦區的小維利尚卡市鎮負責管轄。該村始建於1915年，面積0.77平方公里，海拔高度217米，2001年人口171，人口密度每平方公里222人。